# کامیلا تامپسون
کامیلا تامپسون خواننده و آهنگساز ساکن لندن و نیویورک است. او بیشتر با نام کامی تامپسون شناخته می‌شود. تامپسون کوچک‌ترین فرزند ریچارد و لیندا تامپسون است. برادر بزرگتر او تدی تامپسون است.

## آهنگ‌شناسی

### آلبوم‌های انفرادی
| عنوان    | جزئیات آلبوم                                             |
| -------- | -------------------------------------------------------- |
| عشق دروغ | - تاریخ انتشار: ۲۴ اکتبر ۲۰۱۱ - برچسب: گروه موسیقی وارنر |

### آلبوم‌های چند آهنگ انفرادی
| عنوان     | جزئیات آلبوم                                 |
| --------- | -------------------------------------------- |
| ازدواج بد | - منتشر شده: ژوئن ۲۰۱۰ - برچسب: مجموعه برلین |

### آلبوم‌ها با The Rails
| عنوان            | جزئیات آلبوم                                             |
| ---------------- | -------------------------------------------------------- |
| هشدار منصفانه    | - منتشر شده: ۲۰۱۴ - برچسب: آیلند رکوردز & Mighty village |
| دیگران           | - منتشر شده: ۲۰۱۷ - برچسب: صداهای روان‌نورد               |
| خورشید را لغو کن | - منتشر شده: ۲۰۱۹ - برچسب: صدای روان‌نورد / سی ببر        |

### ویژگی‌ها و ظواهر
| عنوان                                                | جزئیات آلبوم                                                                                  |
| ---------------------------------------------------- | --------------------------------------------------------------------------------------------- |
| "از دست دادن راه سخت نیست" - سم سالون و کامی تامپسون | - یکی برای جاده اثر سام سالون - منتشر شده: ۲۰۱۳ - برچسب: Indigo-Octagon                       |
| "کودک شما" - جین وو ft. Kami Thompson                | - Strangers Bring Me No Light اثر Jinnwoo - منتشر شده: ۲۰۱۶ - برچسب: GF*M Records و سوابق بار |

1. ↑  Came So Far For Beauty Review published October 2006. Retrieved 31 October 2020
2. ↑  Lisi, Michael (5 April 2007), "Family ties", Albany Times-Union, archived from the original on 4 June 2008